# Phyllocnistis micrographa
Phyllocnistis micrographa là một loài bướm đêm thuộc họ Gracillariidae, known from Karnataka, Ấn Độ. Nó được đặt tên bởi E. Meyrick năm 1916.